# Colubroidea
Colubroidea é uma superfamília da subordem Serpentes. Inclui mais de 85% de todas as espécies de serpentes extantes, A maior ds famílias que lhe pertence é Colubridae, mas inclui pelo menos outras seis famílias. Descobriu-se ser um grupo monofilético.

## Famílias
- Atractaspididae[4] actualmente geralmente despromovida a Atractaspidinae incluída em Lamprophiidae[3]
- Colubridae
- Dipsadidae, em algumas classificações incluída em Colubridae[5]
  - Dipsadinae
  - Pseudoxenodontinae
- Elapidae
- Homalopsidae
- Lamprophiidae (inclui Pseudoxyrhophiinae na maioria das classificações)
- Natricidae, em algumas classificações incluída em Colubridae, noutras classificações inclui Natricinae, Dipsadinae e Pseudoxenodontinae[6]
  - Natricinae
- Pareatidae
- Viperidae
  - Azemiopinae
  - Crotalinae
  - Viperinae
- Xenodermatidae